# TBR21
TBR21 és una norma europea de telecomunicacions publicada per l'ETSI. Tot equip telefònic cal que segueixi aquesta normativa per a poder-se connectar a la xarxa telefònica commutada. Aquesta norma especifica els requeriments que els equips terminals de telecomunicacions han d'acomplir per a poder operar de manera satisfactòria en la xarxa telefònica commutada.
La TBR21 ha estat remplaçada per la nova norma del ETSI amb referència ES 203-021
Als EUA aquesta norma està a la comissió FCC Títol 47 part 68, que s'encarrega de la connexió directa dels terminals a la xarxa de telefonia pública.[4]

## Parts de TBR21
- Requeriments de tipus físic i mecànic.[1]
- Requeriments de tipus acústic.[1]
- Requeriments de tipus elèctric.[1]

## Parámetres de tipus elèctric
Paràmetre més importants :
- Característiques de la tensió i corrent (capítols A.4.3.1, A.4.3.1, A.4.4.1, A.4.4.1, A.4.4.2.3)
- Mètodes de marcació: marcació per tons (DTMF) i marcació per pols (capítols A.4.7.3.4, A.4.8.1.1, A.4.8.2.4)
- Mesures d'impedàncies (capítols A.4.4.2.1, A.4.7.2)
- Mètodes de senyalització (disponible,ocupada, congestió,trucada entrant) de línia telefònica (capítols A.4.8.1, A.4.8.2)